# Chiesa di San Martino (Krnov)
La chiesa di San Martino (in ceco Kostel svatého Martina) è la parrocchiale che si trova a Krnov, comune del Distretto di Bruntál, nella Regione di Moravia-Slesia, Repubblica Ceca. La parrocchia appartiene alla diocesi di Ostrava-Opava, suffraganea dell'arcidiocesi di Olomouc. La chiesa che ci è pervenuta fu ricostruita nel XVIII secolo e viene considerata un monumento culturale nazionale.

## Storia

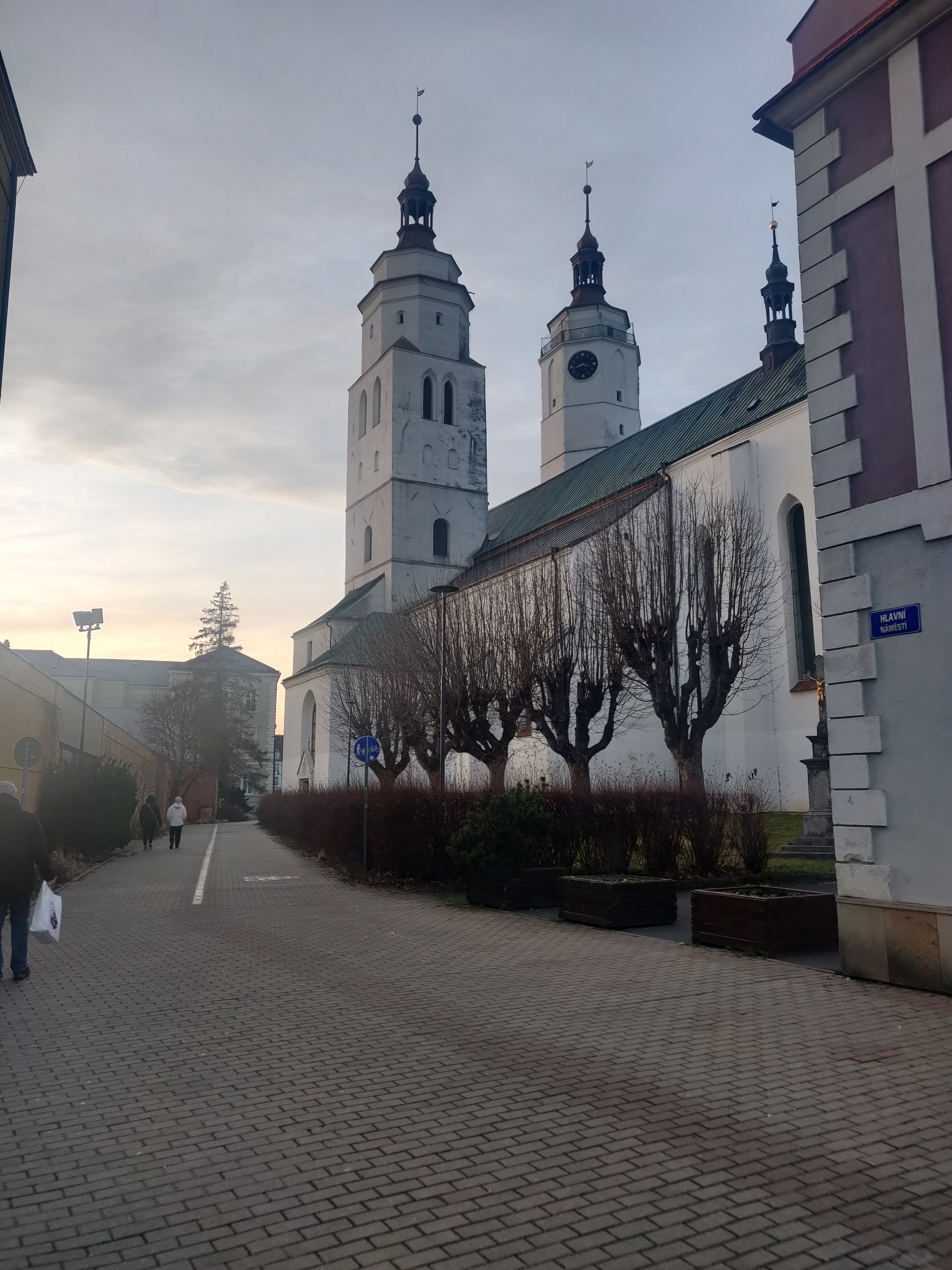
Fiancata laterale sinistra della chiesa

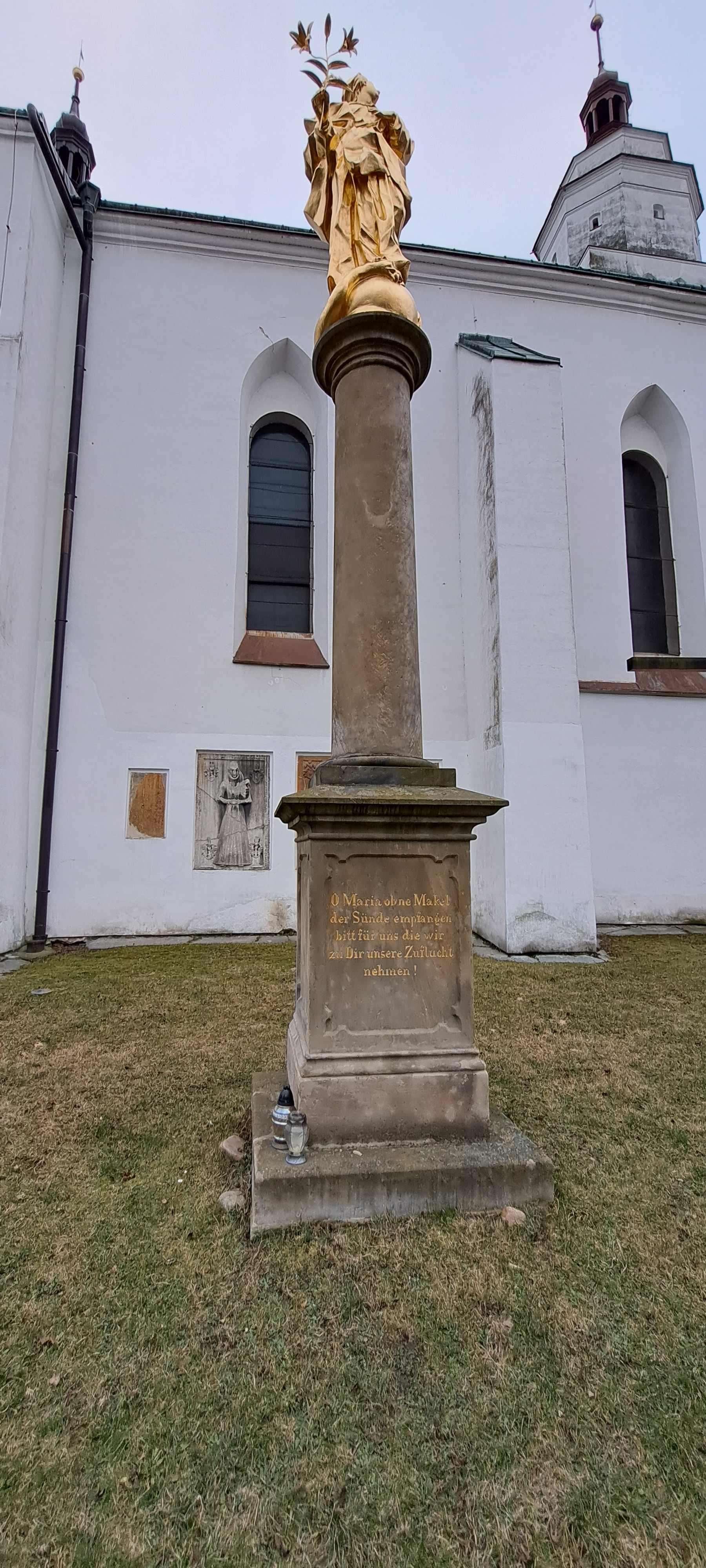
Colonna della Vergine Maria Immacolata posta accanto alla chiesa

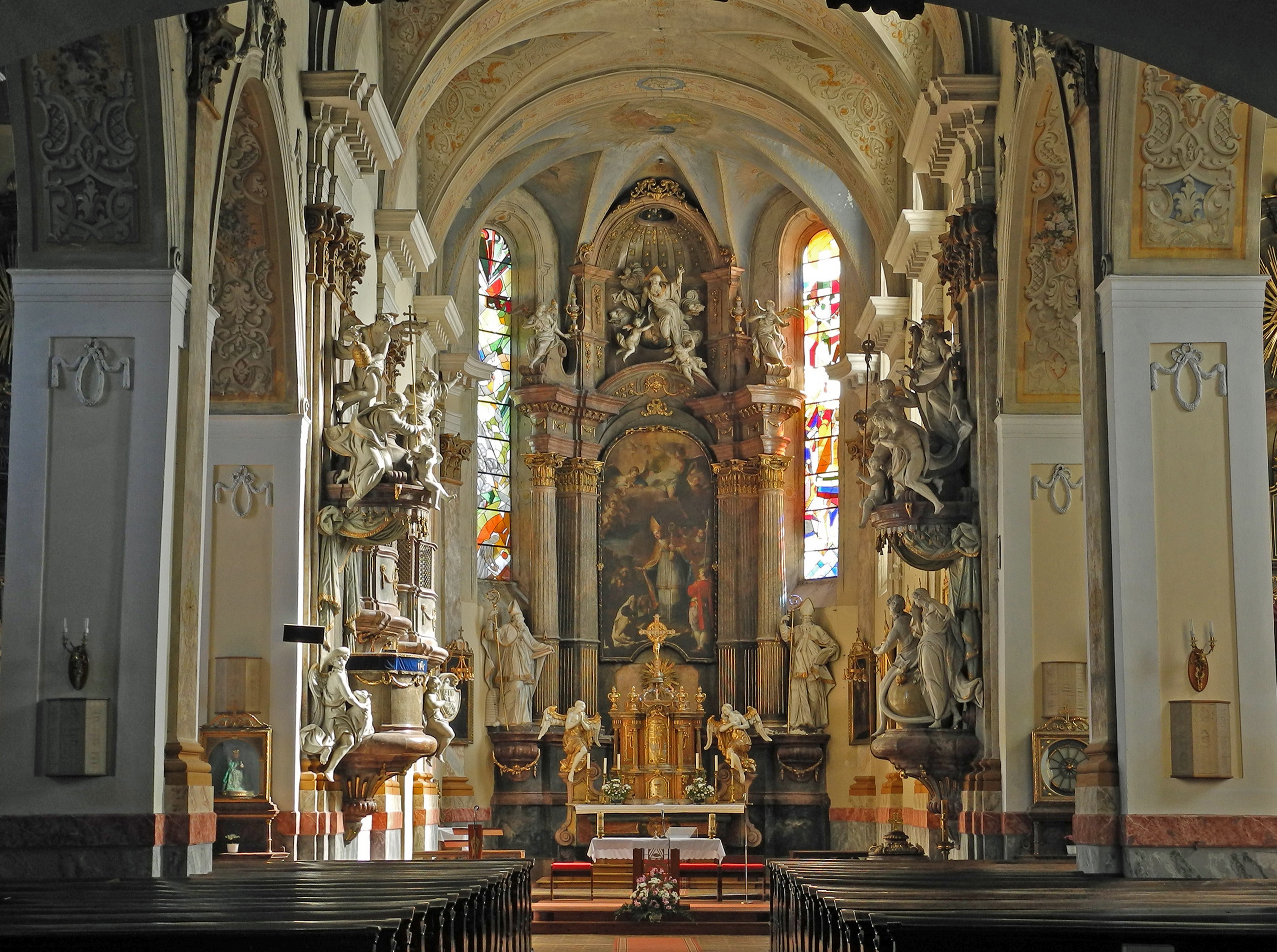
Interno della sala

La prima menzione di questa chiesa risale al 1281. La chiesa fu costruita sotto il patronato dell'Ordine dei Cavalieri Teutonici e fu più volte ristrutturata e progressivamente ampliata. L'edificio originale era in legno poi, tra il XIV e il XV secolo, fu ricostruita in pietra. Inizialmente fu costruita la navata principale della chiesa in stile gotico e solo successivamente furono aggiunte le navate laterali. La chiesa originariamente aveva una sola torre campanaria, quella posta a sud, a destra sulla facciata. La seconda torre fu aggiunta solo nel XVI secolo e comprendeva il corridoio di accesso per il guardiano cittadino per i suoi giri di ronda, l'araldo della città. Le torri, alte 67 metri, facevano parte del sistema di difesa della città. La chiesa subì i maggiori danni durante il grande incendio che colpì Krnov nel 1779 e il suo edificio in parte crollò. Il suo interno, durante la ricostruzione, venne sensibilmente modificato in stile tardo barocco con elementi del classicismo emergente. Le modifiche e le aggiunte furono eseguite dal costruttore di Krnov Heinrich Haucke. La sua riconsacrazione avvenne nel 1789. Anche nel XIX secolo fu oggetto di altri piccoli interventi. Intorno alla chiesa fu attivo a lungo un cimitero. All'inizio del XX secolo furono inserite nella parete nord della chiesa quattro lapidi risalenti al XVI secolo provenienti da questo cimitero. Nel 1904 fu costruito nella cantoria l'organo a canne. 
Negli anni tra il 1958 e il 1966 la chiesa fu oggetto di nuovi restauri e nel corso dei lavori furono scoperti, sul lato sud dell'edificio, parti dei rivestimenti delle finestre del periodo più antico.

## Descrizione

### Esterni
La chiesa di San Martino si trova al centro dell'abitato di Krnov, comune della Regione di Moravia-Slesia in Repubblica Ceca. Mostra orientamento tradizionale verso est ed è caratterizzata dalle due torri campanarie poste anteriormente ai lati della facciata. Le torri hanno identica altezza ma non sono del tutto uguali e risalgono a momenti construttivi diversi. Si tratta di una struttura a semibasilica di grandi dimensioni.

### Interni
La sala è ampia e si compone di tre navate. All'interno sono stati conservati gli arredi di grande valore e risalenti all'epoca della ristrutturazione della chiesa dopo l'incendio del 1779. Nella chiesa si conservano inostre dipinti di difficile attribuzione risalenti al XVIII secolo. In cantoria si trova l'organo del 1904.

### Monumento nazionale culturale della Repubblica Ceca
La tutela dei monumenti della Repubblica Ceca considera la chiesa di San Martino di Krnov un monumento culturale nazionale tutelato col numero di catalogo 1000136052. Oggetto di tutela sono la chiesa di San Martino e la colonna della Vergine Maria Immacolata.